# Адріану Малеяні
Адріано Афонсу Малеяні (6 листопада 1949 , Matola-Riod, Провінція Мапуто ) — мозамбіцький економіст і політик, обіймає посаду прем'єр-міністра Мозамбіку з 3 березня 2022 року.

## Раннє життя та освіта
Малеяні здобув диплом економіста в Університеті Едуардо Мондлане та ступінь магістра з управлінських фінансів у Лондонському університеті.

## Кар'єра
1991—2006 рік Малеяне обіймав посаду керуючого Центрального банку Мозамбіку, Банк Мозамбіку.
2011 — січень 2015 року обіймав посаду голови та генерального директора Banco Nacional de Investimento (BNI), державного банку розвитку Мозамбіку
.
19 січня 2015 року
 — 2 березня 2022

Малеяне обіймає посаду міністра економіки та фінансів.
3 березня 2022 року був призначенийФіліпе Н'юсі прем'єр-міністром

## Інші види діяльності
- Міжнародний валютний фонд (МВФ), член Ради керуючих[9]
- Ісламський банк розвитку (IsDB), член Ради керуючих[10]